# تپه باستانی شاه تپه چهار باغ
محوطه‌های باستانی شهر چهارباغ شهرستان ساوجبلاغ شامل سه منطقه باستانی به شرح زیر است:

## تپه پشت منبع آب
این تپه از شمال و غرب به باغ و از شرق به زمین فوتبال راه دارد.سفال‌هایی از نوع آجری با نقوش سیاه مربوط به دوران پیش از تاریخ و سفال‌های خاکستری مربوط به هزاره اول ق.م و قطعات سفال‌های دوران تاریخی و اوایل اسلامی را شامل می‌شود

## شاه تپه
که متأسفانه به دلیل عدم رسیدگی تسطیح گردیده است. ظاهراً قلعه‌ای بوده‌است شامل خشت‌های ۴۰*۴۰*۱۰ مر بوط به دوران تاریخی قبل اسلام

## تپه قبرستان
این تپه در جنوب شهر چهار باغ و در کنار قبرستان عمومی واقع گردیده است. شامل قطعات سفالی در خمیره‌ها و پوشش‌های خاکستری، قرمز و نخودی مربوط به پیش از اسلام و دوران اوایل اسلامی.